# Impatiens aconitoides
Impatiens aconitoides är en balsaminväxtart som beskrevs av Y.M.Shui och W.H.Chen. Impatiens aconitoides ingår i släktet balsaminer, och familjen balsaminväxter. Inga underarter finns listade i Catalogue of Life.